# Derambila hyperphyes
Derambila hyperphyes är en fjärilsart som beskrevs av Louis Beethoven Prout 1911. Derambila hyperphyes ingår i släktet Derambila och familjen mätare. Inga underarter finns listade i Catalogue of Life.